# Enrique Osses
Enrique Roberto Osses Zencovich (Santiago, 26 mei 1974) is een Chileens voetbalscheidsrechter. Hij is in dienst van de FIFA en de CONMEBOL sinds 2005. Ook leidt hij wedstrijden in de Primera División.
Osses werd aangesteld als scheidsrechter in de Copa América 2011, Copa Sudamericana (vanaf 2005), Copa Libertadores (vanaf 2005), WK-kwalificatiewedstrijden voor het Wereldkampioenschap voetbal 2010 en 2014 en voor vriendschappelijke interlands. 
In 2005 stuurde hij 21 spelers van het veld in 16 competitieduels. In een competitiewedstrijd tussen Unión San Felipe en Unión Española gaf Osses de doelman van Española, Ignacio González zijn tweede gele kaart. Als reactie hierop werd de scheidsrechter door González in zijn gezicht geslagen, waarna hij op de grond viel. Na dit incident werd hij twee uur vastgehouden door de politie. González werd geschorst voor vijftig duels, maar verliet zijn club en begon te spelen in Argentinië, waardoor hij zijn schorsing niet uit hoefde te zitten.
In maart 2013 noemde de FIFA Osses een van de vijftig potentiële scheidsrechters voor het Wereldkampioenschap voetbal 2014 in Brazilië. In juni 2013 was hij een van de tien scheidsrechters op de FIFA Confederations Cup 2013. Hij leidde twee wedstrijden. Op 15 januari 2014 maakte de wereldvoetbalbond bekend dat Osses een van de 25 scheidsrechters op het toernooi zou zijn. Daarbij zou hij geassisteerd worden door Carlos Alexis Astroza Cardenas en Sergio Mauricio Roman Retamal.

## Interlands
| Datum             | Plaats                            | Wedstrijd             | Uitslag | Competitie           | Kreeg geel | Kreeg voor de tweede keer geel en dus rood | Weggestuurd |
| ----------------- | --------------------------------- | --------------------- | ------- | -------------------- | ---------- | ------------------------------------------ | ----------- |
| 16 oktober 2008   | Puerto La Cruz, Venezuela         | Venezuela – Ecuador   | 3 – 1   | Kwalificatie WK 2010 | 3          | 0                                          | 0           |
| 1 oktober 2009    | Córdoba, Argentinië               | Argentinië – Ghana    | 2 – 0   | Vriendschappelijk    | 3          | 0                                          | 0           |
| 6 mei 2010        | Cutral-Co, Argentinië             | Argentinië – Haïti    | 4 – 0   | Vriendschappelijk    | 2          | 0                                          | 0           |
| 27 mei 2010       | Montevideo, Uruguay               | Uruguay – Israël      | 4 – 1   | Vriendschappelijk    | 0          | 0                                          | 0           |
| 2 juli 2011       | San Salvador de Jujuy, Argentinië | Colombia – Costa Rica | 1 – 0   | Copa América         | 5          | 0                                          | 1           |
| 13 juli 2011      | Salta, Argentinië                 | Paraguay – Venezuela  | 3 – 3   | Copa América         | 4          | 0                                          | 0           |
| 15 september 2011 | Córdoba, Argentinië               | Argentinië – Brazilië | 0 – 0   | Vriendschappelijk    | 1          | 0                                          | 0           |
| 7 oktober 2011    | Quito, Ecuador                    | Ecuador – Venezuela   | 2 – 0   | Kwalificatie WK 2014 | 3          | 1                                          | 0           |
| 12 september 2012 | Asunción, Paraguay                | Paraguay – Venezuela  | 0 – 2   | Kwalificatie WK 2014 | 8          | 0                                          | 0           |
| 22 november 2012  | Buenos Aires, Argentinië          | Argentinië – Brazilië | 2 – 1   | Vriendschappelijk    | 3          | 0                                          | 0           |
| 26 maart 2013     | La Paz, Bolivia                   | Bolivia – Argentinië  | 1 – 1   | Kwalificatie WK 2014 | 4          | 0                                          | 0           |
| 16 juni 2013      | Rio de Janeiro, Brazilië          | Mexico – Italië       | 1 – 2   | Confederations Cup   | 5          | 0                                          | 0           |
| 26 juni 2013      | Belo Horizonte, Brazilië          | Brazilië – Uruguay    | 2 – 1   | Confederations Cup   | 5          | 0                                          | 0           |
| 10 september 2013 | Asunción, Paraguay                | Paraguay – Argentinië | 2 – 5   | Kwalificatie WK 2014 | 2          | 0                                          | 0           |
| 14 juni 2014      | Recife, Brazilië                  | Ivoorkust – Japan     | 2 – 1   | WK 2014              | 4          | 0                                          | 0           |
| 20 juni 2014      | Recife, Brazilië                  | Italië – Costa Rica   | 0 – 1   | WK 2014              | 2          | 0                                          | 0           |
| 17 juni 2015      | Macul, Chili                      | Brazilië – Colombia   | 0 – 1   | Copa América         | 4          | 0                                          | 2           |
| 29 maart 2016     | Barranquilla, Colombia            | Colombia – Ecuador    | 3 – 1   | Kwalificatie WK 2018 | 6          | 0                                          | 0           |